# Lohrville (Wisconsin)
Pour les articles homonymes, voir Lohrville.
Lohrville est un village du comté de Waushara, dans l'État du Wisconsin, aux États-Unis. En 2020, il comptait une population de 434 habitants.